# Prawo Toubona

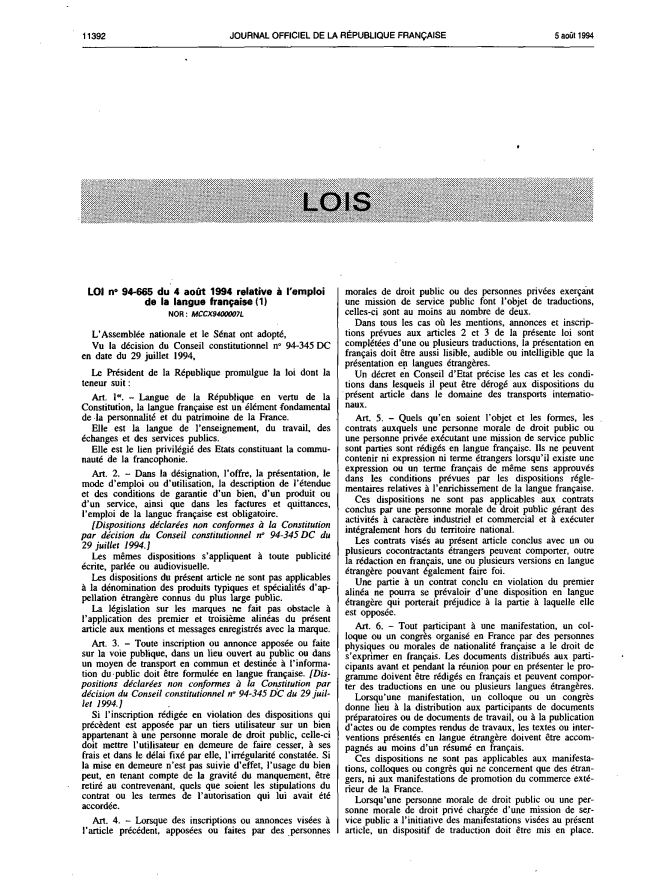
Tekst ustawy opublikowany w dzienniku urzędowym Journal Officiel de la République Française

Prawo Toubona (fr. Loi Toubon), właściwie Ustawa nr 94-665 z dnia 4 sierpnia 1994 r. dotycząca stosowania języka francuskiego (Loi n°94-665 du 4 août 1994 relative à l'emploi de la langue française) – ustawa przyjęta przez parlament Francji 4 sierpnia 1994 roku, zobowiązująca do stosowania języka francuskiego m.in. w publikacjach rządowych, miejscach pracy, reklamach i publicznych szkołach.
Celem ustawy jest zapewnienie, że informacje pisane i mówione (w szczególności związane z działalnością komercyjną) będą zrozumiałe dla wszystkich obywateli Francji, a także ochrona języka francuskiego przed napływem słów z innych języków (głównie angielskiego) i poszukiwanie dla nich francuskich odpowiedników.
Potoczna nazwa ustawy pochodzi od Jacques'a Toubona, który, pełniąc funkcję ministra kultury w latach 1993–1995, złożył jej projekt do parlamentu.